# Obraz Matki Bożej Szkaplerznej z Moszczenicy

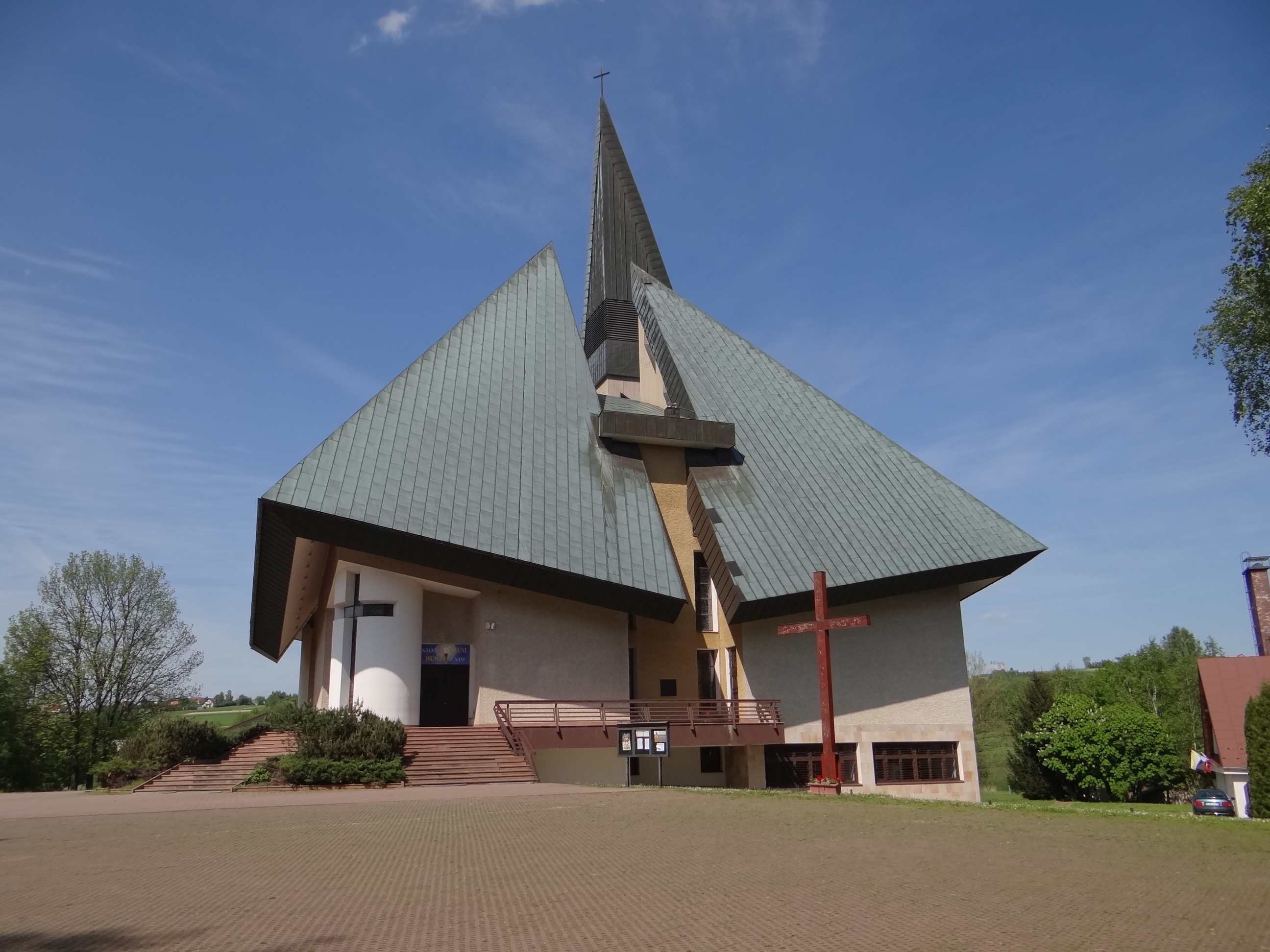
Kościół MB Szkaplerznej w Moszczenicy k. Gorlic; miejsce przechowywania obrazu NMP.

Obraz Matki Bożej Szkaplerznej z Moszczenicy – obraz Matki Bożej znajdujący się w kościele parafialnym w Moszczenicy, koło Gorlic w województwie małopolskim. Obraz umieszczony jest w bocznym ołtarzu kościoła.

## Historia

Herb gminy Moszczenica z symbolem Matki Bożej (szkaplerzem).

Obraz Matki Bożej Szkaplerznej, zwanej również Moszczenicką jest wykonany na desce o wymiarach 145x100 cm, był datowany początkowo na XVII wiek. Badania twarzy Madonny i Dzieciątka Jezus wykazały, że jest to gotycki obraz z XV wieku. Obraz przedstawia Maryję z Dzieciątkiem Jezus trzymanym na lewej ręce. W prawej ręce Maryja trzyma szkaplerz (rzeźbiony razem z suknią), równocześnie wskazując na swego syna Jezusa. Dzieciątko trzyma w lewej ręce książkę (prawdopodobnie Pismo święte) a prawą rączką unosi w geście błogosławienia. Na głowach Madonny i Jezusa są korony, a wokół ich głów nimby. Na obraz nałożone są drewniane sukienki z przełomu XIX/XX wieku. Jedynie twarze i dłonie (stopa Jezusa) są malowane, natomiast reszta postaci wykonana jest w drewnie i złocona, z delikatnym ornamentem w kwiatki i łodyżki. Tło obrazu jest srebrne, grawerowane w wić roślinną. W czasie konserwacji (ok. 1996) odkryto, że pod sukienkami nie ma śladu farby; odkrycie to jest wciąż niewyjaśnione. 
2 lipca 1666 założono w parafii Bractwo Szkaplerzne, które działa do dziś. Bractwo to było bardzo liczne. W księgach brackich są informacje m.in. o wyborach na kilkanaście funkcji brackich (promotorów, protektorów, konsultorów czy notariuszy). Osobni ludzie byli wyznaczeni do noszenia obrazu, osobni do puszki, inni zaś byli doboszami. Wzmiankę o tym, że obraz uznano za słynący łaskami znaleźć można w tabelach biskupa Andrzeja Stanisława Kostki Załuskiego z lat 1747-49 r. W rubryce „Imago gratiosa” zapisano: „in Majori Altari B.V.M. habetur pro gratiosa”. Kult był jeszcze mocny ok. 1820, kiedy wzniesiono kościół, pierwszy pod wezwaniem NMP Szkaplerznej. Około 2. poł. XIX wieku bardzo mocny kult, którego świadectwem były liczne wota, zaczął słabnąć. Austriacki zaborca ukradł wota, którymi otoczony był obraz i z czasem kult osłabł. Parafia Moszczenicka jest nazywana zapomnianym sanktuarium.
Obraz znajdował się w ołtarzu głównym starego kościoła. Po wybudowaniu nowego kościoła został przeniesiony (był to jedyny element wyposażenia zabrany w 1966 ze starego kościoła). Przed przeniesieniem obraz przeszedł konserwację i renowację. Stary i nowy kościół w Moszczenicy noszą to samo wezwanie – Matki Bożej Szkaplerznej. 
Dziś kult ogranicza się tylko do miejscowej parafii. W każdą środę odbywa się tzw. nieustająca nowenna do Matki Bożej Szkaplerznej, w czasie której kieruje się do Maryi prośby i podziękowania. W niedzielę najbliższą 16 lipca, kiedy przypada wspomnienie NMP z Góry Karmel (Matki Bożej Szkaplerznej), odbywają się główne uroczystości – odpust. Podtrzymywana jest tradycja obecnych nawiedzania domów na terenie parafii przez Matkę Bożą Szkaplerzną. W każdy piątek wielkiego postu odbywa się droga krzyżowa ze św. Ritą i Matką Bożą Szkaplerzną. W herbie miejscowej gminy Moszczenica umieszczony jest symbol Maryi Szkaplerznej, tj. szkaplerz.